# Mutsuko Ayano

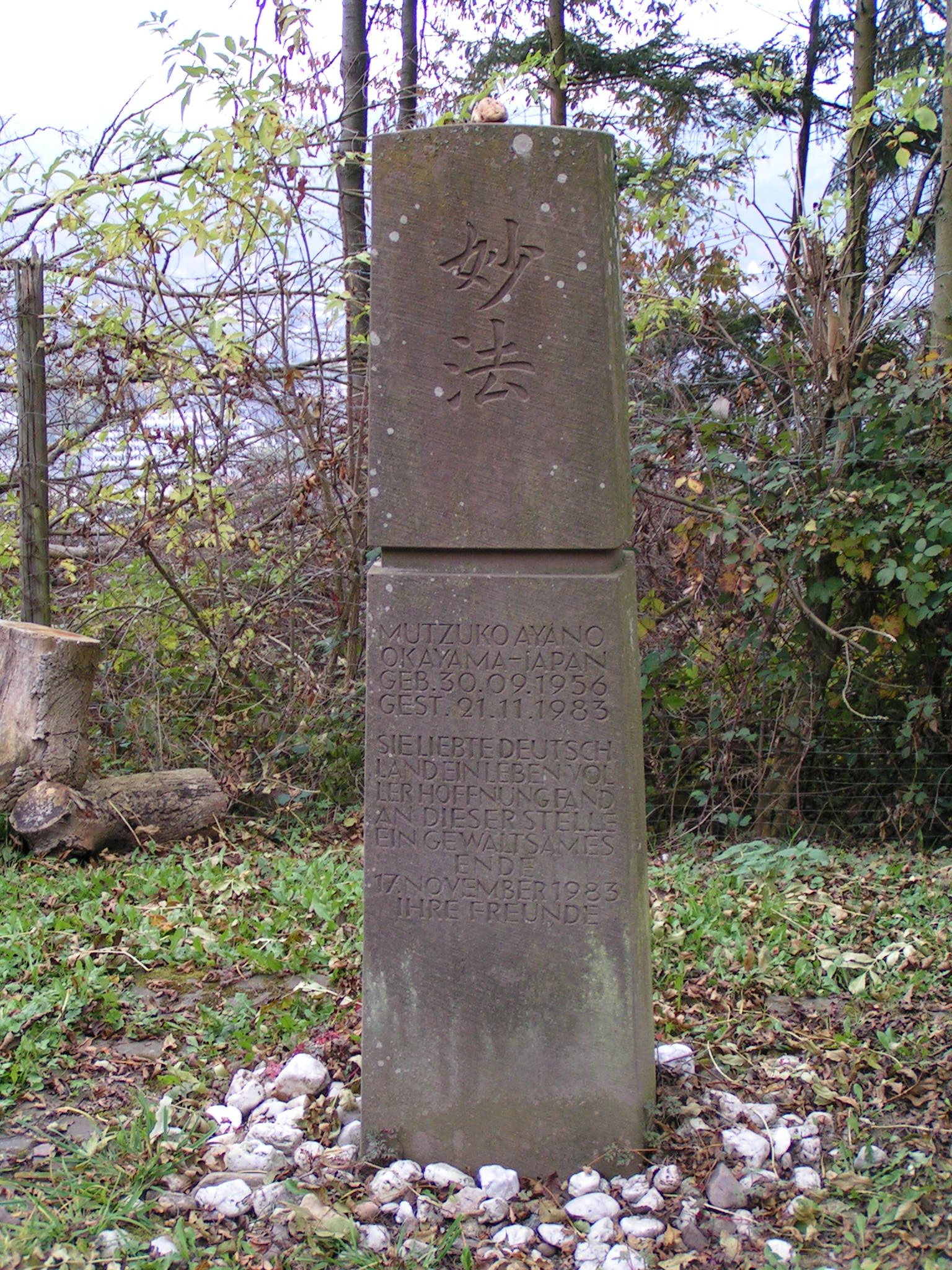
Gedenkstele für Mutsuko Ayano auf dem Petrisberg in Trier

Mutsuko Ayano (japanisch 綾野 睦子, Ayano Mutsuko; * 30. September 1956 in der Präfektur Okayama; † 21. November 1983 in Trier) war eine japanische Studentin, die während ihres Studienaufenthaltes in Deutschland Opfer eines Gewaltverbrechens wurde.
Sie schloss in Japan ein Studium der Germanistik ab und kam 1981 als Rotary-Stipendiatin an die Universität Trier, um dort bei Professor Hermann Gelhaus zu promovieren. Sie galt als eifrige und begabte Studentin. In Briefen an ihre Eltern berichtete sie über das Leben in Deutschland, die Unterschiede zu Japan und ihre Liebe zur deutschen Sprache. Eine Auswahl dieser Briefe wurde 1987 in deutscher Übersetzung veröffentlicht und einige Jahre später in einem kleinen Heft neu aufgelegt. Eine Neuausgabe dieser Briefe ist 2020 beim Iudicium-Verlag erscheinen.
Am Morgen des 17. November 1983 ging sie von Trier-Ost über den Kreuzweg zur Universität und begegnete dabei dem 20-jährigen polnischen Schaustellergehilfen Janusz Komar, der sich zur Allerheiligenmesse in Trier aufhielt. Er versuchte, Ayano die Handtasche zu entreißen. Als sie sich wehrte, kam sie zu Fall und erhielt von dem Mann mehrere Fußtritte gegen den Kopf. Er flüchtete mit einer Beute von 90 Mark. Mutsuko Ayano erlag wenige Tage später im Krankenhaus ihren schweren Verletzungen. Die Polizei hatte zunächst keine Hinweise auf den Täter. Der Fall wurde gelöst, als der Täter im Dezember 1983 in Regensburg gefasst wurde, wo er eine weitere Frau beraubt und zu Tode getreten hatte. Er wurde zu einer lebenslangen Freiheitsstrafe verurteilt.
Die Tat löste in der Bevölkerung starke Anteilnahme aus. 1984 wurde an der Stelle des Überfalls auf dem Petrisberg eine von dem Trierer Bildhauer Jupp Zimmer nach den Wünschen der Eltern gestaltete Gedenkstele aufgestellt, die von Rotariern gestiftet worden war. 2008 wurde eine Straße in Petrisberg-West nach Mutsuko Ayano benannt (49° 45′ N, 6° 40′ O).
Ihre Eltern gründeten in einer großherzigen Reaktion auf den gewaltsamen Tod ihrer Tochter den Mutsuko-Ayano-Fonds, der seit 1985 japanischen Studierenden einen Aufenthalt an der Universität Trier ermöglicht und vom Freundeskreis der Universität Trier verwaltet wird. Zwei dieser Stipendiaten sind heute Germanistikprofessoren in Japan, Kazuhiko Tamura (1985/1986) an der Kwansei-Gakuin-Universität und Akiko Hayashi (1986/1987) an der Gakugei-Universität Tokio. In ihrem Grußwort zum 11. Deutschen Japanologentag in Trier 1999 wies Professorin Hilaria Gössmann darauf hin, dass Mutsuko Ayanos Tod entscheidend dazu beigetragen habe, dass das Fach Japanologie an der Universität Trier etabliert wurde.

## Werke
- 1982: Die Vergangenheitstempora im Deutschen und Japanischen. In: Forschungen zur Deutschen und Französischen Literatur, Universität Okayama. Nr. 1, ISSN 2758-3775, S. 63–85 (wixsite.com).
- 1984: Mutsuko, ryūgaku wa owatta yo – Nishi Doitsu de kanashimi no shi (睦子、留学は終わったよ - 西ドイツで悲しみの死). Sanshūsha (三修社) ISBN 978-4384037388.
- 1999: Universität Trier (Hrsg.): Briefe. Trier, Neuauflage.
- 2020: Hilaria Gössmann, Maren Haufs-Brusberg (Hrsg.): „als hättest du ein Stück Japan eingepackt“. Briefe von Ayano Mutsuko aus ihrer Studienzeit in Deutschland. Iudicium, München. ISBN 978-3-86205-531-9.